# Katarzyna Cottenceau
Katarzyna Cottenceau, właśc. Catherine Cottenceau (ur. ok. 1733 w Bressuire, Deux-Sèvres we Francji; zm. 1 lutego 1794 w Avrillé) – błogosławiona Kościoła katolickiego, męczennica z czasów rewolucji francuskiej.
Jej wspomnienie przypada 1 lutego (w grupie męczenników z Angers), 2 stycznia.
Została beatyfikowana 19 lutego 1984 r. przez Jana Pawła II w grupie męczenników z diecezji Angers.